# Marchouch
Marchouch  (in arabo مرشوش‎?) è un centro abitato e comune rurale del Marocco situato nella provincia di Khémisset, regione di Rabat-Salé-Kénitra. Conta una popolazione di 11 724 abitanti (censimento 2014).